# Primera División de Gibraltar 2018-19
La Primera División de Gibraltar 2018-19 fue la edición número 116.º de la Primera División de Gibraltar. El torneo fue organizado por la Asociación de Fútbol de Gibraltar (GFA). Lincoln Red Imps conquistó su 24.º título

## Sistema de competición
Todos los partidos son jugados en el Estadio Victoria, allí los diez clubes participantes jugarán entre sí tres rondas bajo el sistema de todos contra todos totalizando veintisiete partidos cada uno. Al final de los veintisiete partidos, el club con la mayor cantidad de puntos se coronará campeón, mientras que el décimo clasificado descenderá a la Segunda División de Gibraltar 2019−20. Por otro lado quien ocupe el noveno puesto tendrá que jugar el partido de ascenso y descenso contra el subcampeón de la Segunda División de Gibraltar 2018-19 para definir cuál de los equipos jugará en la Primera División de Gibraltar 2019−20.

### Clasificación a torneos internacionales
La GFA cuenta con tres cupos para copas internacionales, dos clasificaran a Liga Europa 2019-20 a su Primera ronda (Campeón de la Rock Cup 2018-19 y subcampeón de la Primera División) y uno a la fase previa de la UCL.

## Clubes Participantes
Constan de 9 equipos que se mantienen de la temporada anterior y otro de la Segunda División de Gibraltar 2017-18.

### Ascensos y descensos
| Pos. | Ascendido de la Segunda División de Gibraltar 2017-18 |
| ---- | ----------------------------------------------------- |
| 1.   | Boca Gibraltar                                        |

| Pos. | Descendido a la Segunda División de Gibraltar 2018-19 |
| ---- | ----------------------------------------------------- |
| 10.  | Manchester 62                                         |

### Clubes que participan de esta edición
| Club               | Entrenador                   | Proveedor | Auspiciador Principal    |
| ------------------ | ---------------------------- | --------- | ------------------------ |
| Lincoln Red Imps   | Diego Perez Giménez          | Joma      | Mansion.com              |
| Europa             | Juan José Gallardo           | Jako      | Alwani Group             |
| St. Joseph´s FC    | Raúl Procopio                | Joma      | Propability              |
| Gibraltar United   | Lucas Cazorla                | Kappa     | Turicum Bank             |
| Mons Calpe         | Luis Manuel Blanco           | Daen      | Tokamóvil                |
| Gibraltar Phoenix  | Juan María Sánchez Fernández | Admiral   | Gourmet Grill            |
| Glacis United      | Alfonso Cortijo              | Nike      | Atlantic FInancial Group |
| Lions Gibraltar    | Albert Ferri                 | Erreà     | Enterprise Insurance     |
| Boca Gibraltar (A) | Juan José Pomares García     | -.-       | Coral                    |
| Lynx               | -.-                          | -.-       | -.-                      |

## Tabla de posiciones
| Pos. | Equipo               | Pts. | PJ | G  | E | P  | GF | GC  | Dif. | Clasificación 2019–20                    |
| ---- | -------------------- | ---- | -- | -- | - | -- | -- | --- | ---- | ---------------------------------------- |
| 1    | Lincoln Red Imps (C) | 66   | 27 | 21 | 3 | 3  | 84 | 19  | +65  | Ronda preliminar de la Liga de Campeones |
| 2    | Europa FC            | 64   | 27 | 20 | 4 | 3  | 84 | 20  | +64  | Ronda preliminar de la Liga Europa       |
| 3    | St. Joseph´s         | 55   | 27 | 17 | 4 | 6  | 69 | 29  | +40  | Ronda preliminar de la Liga Europa       |
| 4    | Mons Calpe           | 49   | 27 | 15 | 4 | 8  | 63 | 29  | +34  |                                          |
| 5    | Gibraltar Phoenix    | 43   | 27 | 13 | 4 | 10 | 42 | 34  | +8   |                                          |
| 6    | Gibraltar United     | 39   | 27 | 11 | 6 | 10 | 48 | 37  | +11  |                                          |
| 7    | Lynx                 | 31   | 27 | 8  | 7 | 12 | 29 | 45  | −16  |                                          |
| 8    | Glacis United        | 24   | 27 | 7  | 3 | 17 | 28 | 58  | −30  |                                          |
| 9    | Lions Gibraltar      | 9    | 27 | 3  | 0 | 24 | 17 | 77  | −60  |                                          |
| 10   | Boca Gibraltar       | 7    | 27 | 2  | 1 | 24 | 13 | 129 | −116 |                                          |

Actualizado a los partidos jugados el 20 de mayo de 2019.
 Fuente: GFA, Soccerway

## Tabla de resultados cruzados
| Local \ Visitante | BOC | EUR | GPH | GUN | GLA | LIN  | LIO | LYN | MON | STJ |
| ----------------- | --- | --- | --- | --- | --- | ---- | --- | --- | --- | --- |
| Boca Gibraltar    | —   | 0–9 | 2–5 | 0–4 | 0–2 | 0–11 | 1–0 | 0–3 | 0–3 | 1–1 |
| Europa FC         | 3–0 | —   | 2–0 | 1–0 | 1–0 | 1–1  | 5–1 | 4–0 | 2–1 | 2–3 |
| Gibraltar Phoenix | 3–1 | 0–1 | —   | 2–1 | 6–0 | 0–2  | 1–0 | 2–0 | 1–0 | 1–2 |
| Gibraltar United  | 2–1 | 1–3 | 1–1 | —   | 2–1 | 1–5  | 4–0 | 4–1 | 2–1 | 0–1 |
| Glacis United     | 6–1 | 0–0 | 1–3 | 0–2 | —   | 1–2  | 3–1 | 0–0 | 2–3 | 0–2 |
| Lincoln Red Imps  | 3–0 | 3–2 | 4–0 | 0–1 | 4–0 | —    | 3–0 | 1–0 | 3–1 | 1–3 |
| Lions Gibraltar   | 2–1 | 0–2 | 1–3 | 1–0 | 0–1 | 0–2  | —   | 0–3 | 0–4 | 0–7 |
| Lynx              | 0–1 | 1–1 | 0–0 | 2–2 | 2–1 | 1–1  | 1–0 | —   | 0–3 | 2–3 |
| Mons Calpe        | 3–0 | 1–2 | 3–0 | 1–1 | 0–1 | 2–2  | 3–0 | 1–1 | —   | 2–1 |
| St. Joseph´s      | 5–0 | 0–1 | 0–0 | 2–2 | 8–0 | 0–5  | 3–1 | 7–1 | 1–2 | —   |

| Local \ Visitante | BOC  | EUR | GPH | GUN | GLA | LIN | LIO | LYN | MON | STJ |
| ----------------- | ---- | --- | --- | --- | --- | --- | --- | --- | --- | --- |
| Boca Gibraltar    | —    | —   | 0–8 | —   | 2–3 | —   | 0–7 | —   | 0–5 | —   |
| Europa FC         | 13–1 | —   | 3–0 | —   | —   | —   | —   | 5–0 | 4–3 | 2–0 |
| Gibraltar Phoenix | —    | —   | —   | 2–0 | —   | 0–3 | 1–0 | —   | 0–2 | —   |
| Gibraltar United  | 7–0  | 1–1 | —   | —   | 2–0 | —   | 4–1 | 1–1 | —   | —   |
| Glacis United     | —    | 1–6 | 1–1 | —   | —   | —   | —   | 0–2 | —   | 0–1 |
| Lincoln Red Imps  | 10–0 | 2–0 | —   | 2–0 | 2–1 | —   | 5–1 | —   | —   | —   |
| Lions Gibraltar   | —    | 0–8 | —   | —   | 1–2 | —   | —   | 0–3 | —   | 0–1 |
| Lynx              | 1–0  | —   | 1–2 | —   | —   | 1–4 | —   | —   | 2–1 | 0–1 |
| Mons Calpe        | —    | —   | —   | 5–2 | 4–1 | 2–0 | 6–0 | —   | —   | —   |
| St. Joseph´s      | 10–1 | —   | 3–0 | 2–1 | —   | 1–3 | —   | —   | 1–1 | —   |

## Estadísticas

### Goleadores
| Pos. | Jugador          | Club              | Goles |
| ---- | ---------------- | ----------------- | ----- |
| 1    | Boro             | St. Joseph´s      | 21    |
| 2    | Juanfri          | St. Joseph´s      | 20    |
| 3    | Juan Pereira     | Mons Calpe        | 18    |
| 4    | Leonardo Carboni | Mons Calpe        | 16    |
| 5    | Tjay de Barr     | Europa FC         | 14    |
| 6    | Urko Arroyo      | Europa FC         | 12    |
| 6    | Liam Walker      | Europa FC         | 12    |
| 8    | Joseph Chipolina | Lincoln Red Imps  | 11    |
| 8    | Juan Labrador    | Gibraltar Phoenix | 11    |
| 10   | Manuel Arana     | Europa FC         | 10    |

## Lista de Referencias
1. ↑  «Bases de la "First Division" 2018-19». Asociación de Fútbol de Gibraltar. 9/11/18. Archivado desde el original el 14 de agosto de 2018. Consultado el 9/11/18.
2. ↑  Federación Europea de Fútbol. «Ranking UEFA al 9/11/2018».
3. ↑  «Primera División de Gibraltar 2017-18» |url= incorrecta con autorreferencia (ayuda). Wikipedia, la enciclopedia libre. 21 de octubre de 2018. Consultado el 9 de noviembre de 2018.
4. ↑  «First Division 18/19 - Gibraltar Football Association». www.gibraltarfa.com (en inglés). Archivado desde el original el 27 de febrero de 2018. Consultado el 9 de noviembre de 2018.
5. ↑  UEFA.com. «Lincoln Red Imps - UCL». UEFA.com. Consultado el 9 de noviembre de 2018.
6. ↑  «Auspiciadores y Proveedores de Lincoln Red Imps durante el Siglo XI» |url= incorrecta con autorreferencia (ayuda).
7. ↑  «Europa FC - Perfil del club». Consultado el 9 de noviembre de 2018.
8. ↑  «St Joseph's FC - Perfil del club». Consultado el 9 de noviembre de 2018.
9. ↑  «Gibraltar United FC - Cuerpo técnico/directivos». Consultado el 9 de noviembre de 2018.
10. ↑  «Mons Calpe SC - Cuerpo técnico/directivos». Consultado el 9 de noviembre de 2018.
11. ↑  «Gibraltar Phoenix - Cuerpo técnico/directivos». Consultado el 9 de noviembre de 2018.
12. ↑  «Lions Gibraltar FC - Cuerpo técnico/directivos». Consultado el 9 de noviembre de 2018.
13. ↑  «FC Boca Gibraltar  - Cuerpo técnico/directivos». Consultado el 9 de noviembre de 2018.